# La passione di Gesù Cristo

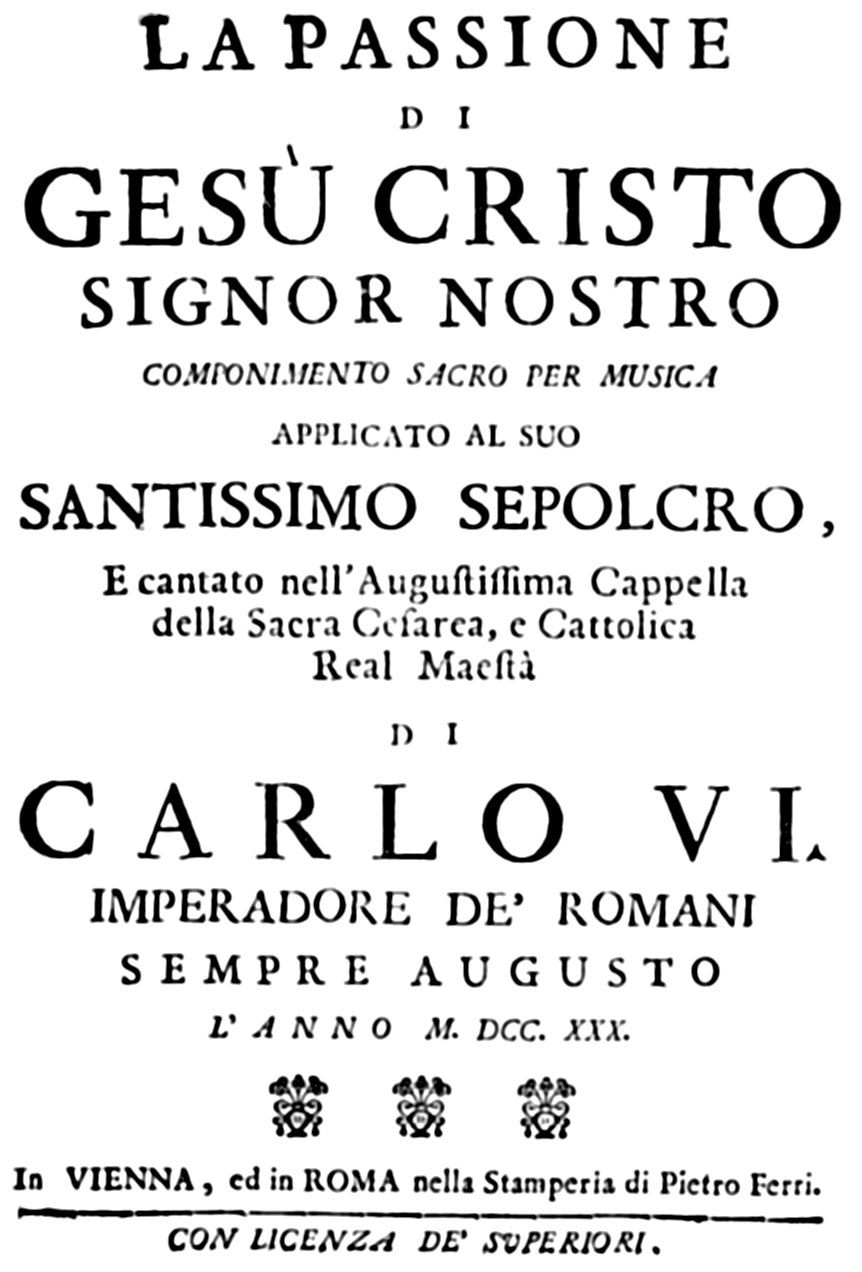
Première page du livret, musique d'Antonio Caldara, Vienne, 1730

La passione di Gesù Cristo ou La Passione di Nostro Signore Gesù Cristo (en français  La Passion de Jésus-Christ)  est un livret pour une « azione sacra » (pour un « oratorio ») en deux parties de Pietro Metastasio. Il est le premier de ses sept livrets d'oratorio écrits à Vienne. Il a été mis en musique par environ 70 compositeurs. C'est l'un des textes d'oratorios les plus mis en musique du XVIIIe et du début du  XIXe siècle . Le premier compositeur qui l'a utilisé, a été Antonio Caldara qui a fait représenter l'oratorio le 4 avril 1730 à la chapelle de la Hofburg à Vienne.

## Synopsis
L'oratorio raconte la Passion du Christ racontée par quatre personnes qui ont participé aux événements : Simon Pierre, Marie-Madeleine, Jean et Joseph d'Arimathie. Pierre a renié le Christ après son arrestation et a fui. Par conséquent, il n'a pu assister au déroulement du jugement et de la Crucifixion. Après son retour, il laisse Marie-Madeleine, Jean et Joseph d'Arimathie en rapporter les détails.

### Première partie
Pierre revient vers ses amis, la conscience inquiète et se sentant coupable. Il craint que Jésus ne soit déjà plus en vie. Le chœur des disciples déplore les événements et appelle l'ensemble de l'humanité à prendre le deuil. Pierre demande à Marie-Madeleine, Jean et Joseph d'Arimathie plus de détails. Jean l'envie parce qu'il n'a pas eu à assister à la façon dont Jésus a été conduit chez le juge, a été flagellé et a subi les moqueries. Tout d'abord, Joseph rappelle sa vaine tentative d'aider Jésus à porter la croix. Puis il décrit les trois moments de souffrance de Jésus, quand il a été cloué sur la croix. Sa mère Marie a réussi une dernière fois à l'embrasser avant qu'elle ne soit emportée de force par les soldats. Enfin, Jésus a invité sa mère Marie et Jean à rester ensemble. Jésus a reçu comme dernier verre du vinaigre et est finalement décédé. Pierre et Marie Madeleine se font des reproches. Le chœur termine la première partie et appelle les mortels à être reconnaissants envers Jésus parce que la souffrance du Rédempteur apporte le salut aux justes et la mort au pécheur.

### Deuxième partie
Pierre peut raconter les événements survenus après la crucifixion. Joseph a trouvé une tombe et l'a fermée avec une pierre de marbre. À cause du sabbat, il n'a pas été possible de lui rendre visite. En outre, la tombe pourrait être surveillée, parce que les Hébreux craignent le vol du cadavre. Quand Joseph nous rappelle la prophétie de la destruction imminente de Jérusalem et du temple, Pierre voit cela comme une expiation car Jésus n'a pas été reconnu comme le Fils de Dieu et il raconte ses divers miracles. Marie Madeleine pense que maintenant chaque cœur encore incrédule, viendra à la foi, et Jean nous enseigne comment sa mort nous révèle la signification des anciennes prophéties. Marie Madeleine se plaint que Dieu ne soit plus visible à leurs yeux maintenant et qu'ils soient laissés sans guide. Pierre la rassure car les paraboles et le souvenir de la mort de Jésus se perpétueront, et peuvent servir de modèle. Il est convaincu que Jésus reviendra quand il verra la foi vaciller. Même Marie Madeleine et Jean attendent la résurrection. La tombe sera un lieu de pèlerinage et la Croix un signe de victoire. La deuxième partie se termine par un chœur. Il appelle l'espérance à renforcer l'amour et la foi à chasser la peur.

## Analyse du livret
Les sept oratorios viennois de Métastase viennent à la suite de ceux de son prédécesseur Apostolo Zeno. Simplicité et clarté dans la structure sont prédominants. Métastase renonce à introduire des personnages divins et allégoriques et respecte les trois unités aristotéliciennes d'espace, de temps et d'action. Par conséquent, de nombreuses actions ne sont racontées que rétrospectivement. Ses interprétations théologiques respectent strictement les exigences exégétiques de l'Église. Dans de nombreux endroits, il a donné des preuves sous la forme de passages et de citations des écritures des exégètes de la Bible. Comme dans ses livrets d'opéra, l'action est décrite dans les récitatifs, qui conduisent à des arias da capo. Les scènes d'ensemble et les chœurs sont utilisés avec parcimonie.
Métastase a écrit ce texte en 1730 à Vienne. Il était destiné à être mis en musique par Antonio Caldara, ce que ce dernier a fait en mars 1730 en moins de deux semaines.
Dans l'histoire des livrets de l'oratorio de la Passion, le texte de Metastase représente une rupture totale par une nouvelle esthétique et une description sentimentale de la souffrance. Le livret suit avec une entière fidélité les paroles de la Bible en mettant en scène la personne de Jésus. Il est devenu au XVIIIe siècle le texte ayant la plus grande popularité. Les personnes de Marie Madeleine, Jean et Joseph d'Arimathie sont mises en avant; le chœur de son côté, ne se voit confier que quelques passages.
Métastase en évitant la présentation de Jésus comme une personne participant à l'action, suit les règles de la poétique aristotélicienne. Les aspects sanglants sont rapportés dans les récitatifs de la première partie comme des récits des événements. Les textes des arias s'éloignent relativement loin de l'action. Ils traitent de questions théologiques centrales comme l'incapacité de l'homme pécheur d'accéder à la vraie connaissance de Dieu (Pierre dans "Se la pupilla Inferma"). Les sources des idées sous-jacentes au texte ont été notées par Métastase au bas des pages du livret

## Mises en musique
Les compositeurs suivants ont mis en musique ce livret :
| Année   | Compositeur                             | Création                                                                                 | Lieu                   | Remarques |
| ------- | --------------------------------------- | ---------------------------------------------------------------------------------------- | ---------------------- | --- |
| 1730    | Antonio Caldara                         | 4 avril 1730, Hofburgkapelle,                                                            | Vienne                 | aussi représenté en 1733 |
| 1733    | Charles Sodi (en)                       | 1733,                                                                                    | Montefiascone          | |
| 1735    | Giovanni Lorenzo Gregori                | 1735, Santa Maria Corteorlandini,                                                        | Lucques                | |
| 1735    | Giuseppe Venturelli (en)                | 1735,                                                                                    | Modène                 | selon le Grove Music Online, en 1738                                                                                              |
| 1736    | Michelangelo Magagni (en)               | 1736,                                                                                    | Florence               | |
| 1737    | Domenico Sarro                          | 1737,                                                                                    |                        | aussi en 1738 à Bologne; en 1741 à Naples                                                                                         |
| 1742    | Davide Perez (en)                       | 1742,                                                                                    | Palerme                | |
| 1743    | Nicola Conti                            | 1743, Oratorio di San Filippo Neri,                                                      | Florence               | |
| 1743    | Domenico Valentini (en)                 | 1743, Oratorio della Congregazione di San Filippo Neri,                                  | Venise                 | |
| 1743    | Andrea Basili (en)                      | 1743                                                                                     | Recanati               | |
| 1747    | Giovanni Cordicelli (en)                | 1747,                                                                                    | Rome                   | |
| 1749    | Andrea Cornario (en)                    | 1749                                                                                     |                        | |
| 1749    | Niccolò Jommelli                        | 1749,                                                                                    | Rome                   | aussi en 1772 à Florence; 1770 au King’s Theatre am Haymarket à Londres                                                           |
| 1751    | Giovanni Battista Runcher (en)          | 1751,                                                                                    | Trente                 | |
| 1754    | Carlo Luigi Grua (en)                   | 1754                                                                                     |                        | sous le titre de Das Leyden Jesu Christi                                                                                          |
| 1754    | Ignaz Holzbauer                         | 12 avril 1754, Cappella elettorale Palatina                                              | Mannheim               | |
| 1755    | Johann Ernst Eberlin                    | 1755                                                                                     | Salzbourg              | sous le nom de Das Leiden unsers Heilandt Jesu Christi                                                                            |
| 1755    | Johann Georg Schürer (en)               | 1755,                                                                                    |                        | |
| 1756    | Giuseppe Feroci (en)                    | 1756, Chiesa dei pp. Agostiniani,                                                        | Castiglion Fiorentino  | |
| 1759    | Giovanni Masi (en)                      | 1759, Ospizio del Melani,                                                                | Florence               | |
| 1759    | Francesco Zannetti (en)                 | 17 septembre 1759, SS. Crocifisso di S. Pietro,                                          | Volterra               | |
| 1762    | Domenico Francesco Vannucci (en)        | 1762, Congregazione degli Angeli Custodi,                                                | Lucques                | |
| 1762    | Johann Georg Albrechtsberger            | 1762, Benediktinerkloster,                                                               | Melk                   | |
| 1763    | Jakob Schuback (en)                     | 1763,                                                                                    |                        | version en allemand de Schuback sous le nom de Betrachtungen der Leiden unseres Erlösers                                          |
| 1767    | Johann Gottlieb Naumann                 | 18 avril 1767, Hofkapelle,                                                               | Dresde                 | aussi en 1787 à Dresde |
| 1770    | Lorenz Kühl (en)                        | 22 mars 1770                                                                             | Hambourg               | |
| 1772    | Pietro Pompeo Sales (en)                | 1772, Hofkapelle des Kurfürsten                                                          | Ehrenbreitstein        | |
| 1773    | Josef Mysliveček                        | 24 mars 1773,                                                                            | Florence               | aussi en 1784 à Mayence |
| 1775    | Pietro Maria Crispi (en)                | ,                                                                                        |                        | sous le nom de La passione del Redentore; le 12 avril 1778 in Oratorio di San Girolamo della Carita à Rome                        |
| 1776    | Antonio Salieri                         | 18 décembre 1777, Tonkünstlersozietät,                                                   | Vienne                 | aussi en 1793 dans la Konzertsaal der Musikliebhaber à Berlin                                                                     |
| 1776    | Francesco Antonio Uttini                | 24 mars 1776                                                                             | Stockholm              | |
| 1776    | Andrea Luchesi                          | 1776–77,                                                                                 |                        | |
| 1778    | Josef Starzer                           | 1778, Tonkünstlersozietät,                                                               | Vienne                 | |
| 1778    | Gian Francesco de Majo                  | 1778,                                                                                    | Milan                  | aussi en 1780 dans Oratorio dell’antichissima Arciconfraternita di Santa Maria della Vita à Bologne                               |
| 1778    | Giuseppe Morosini (en)                  | 1778                                                                                     |                        | |
| 1778    | Joseph Schuster (en)                    | 1778, Hofkapelle                                                                         | Dresde                 | |
| 1779    | Giammaria Pavani (en)                   | 1779,                                                                                    |                        | |
| 1781    | Carlo Spontoni (en)                     | 1781, Accademici Armonici Uniti,                                                         |                        | sous le nom de A Paixat de Jesus Christo; aussi en 1788 à l'Accademici Armonici Uniti à Bologne                                   |
| 1782    | Giovanni Paisiello                      | 1782,                                                                                    | Saint-Pétersbourg      | selon le Grove Music Online, d'abord en 1783; aussi le 2 avril 1784 au Hoftheater à Varsovie; 1791 et 1809 à Dresde; 1812 à Milan |
| 1783    | Johann Friedrich Reichardt              | 14 août 1783 (extraits), terminé le 8 avril 1784 dans le cadre des Concerts spirituels,. | Berlin                 | aussi en 1785 à Londres et Paris; la partition a été portée très longtemps disparue, mais en 1998 a été retrouvée                 |
| 1783    | Luciano Xavier Santos (en)              | 19 mars 1783, Palácio de Ajuda                                                           | Lisbonne               | |
| 1785    | Carlo Commandini (en)                   | 1785                                                                                     |                        | |
| 1786    | Alessio Prati (en)                      | 1786, Congregazione dell’oratorio di S. Filippo Neri,.                                   | Florence               | avec de la Musique d'autres compositeurs                                                                                          |
| 1787    | Federico Torelli (en)                   | 1787, Casino Nobile,.                                                                    | Bologne                | |
| 1787    | Niccolò Antonio Zingarelli              | 1787,                                                                                    | Milan                  | |
| 1789    | Vincenzo Fiocchi (en)                   | 1789, Oratorio di S. Filippo Neri,                                                       | Rome                   | |
| 1790    | Pietro Alessandro Guglielmi             | 1790, Teatro de los Caños de Peral                                                       | Madrid                 | |
| 1790    | Anton Teyber                            | 15 avril 1805, Tonkünstlersozietät,                                                      | Vienne                 | basé vraisemblablement sur un autre livret                                                                                        |
| 1791    | Gianfrancesco Almerici (en)             | 1791                                                                                     |                        | |
| 1792    | Stanislao Mattei                        | 6 avril 1792, Arciconfraternita di S. Maria della Morte,                                 | Bologne                | seconde version 1806 |
| 1794    | Michele Mortellari (en)                 | 1794, Représentation privée                                                              | Londres                | |
| 1799    | Gaetano Andreozzi                       | 1799, Teatro San Carlo                                                                   | Naples                 | |
| 1799    | Giuseppe Nicolini                       | 1799                                                                                     | Naples                 | |
| 1802    | Francesco Azopardi (en)                 | 1802                                                                                     |                        | |
| 1812    | Francesco Morlacchi                     | 1812, Hofkapelle                                                                         | Dresde                 | aussi en 1816 à Pérouse |
| 1813    | Franz Xaver Kleinheinz (en)             | 1813,                                                                                    | Budapest ou Bratislava | |
| inconnu | João Pedro de Almeida Mota (en) (Motta) | inconnu                                                                                  |                        | |
| inconnu | Antonio Calegari (en)                   | inconnu,                                                                                 |                        | |
| inconnu | Zuane Cornaro (en)                      | inconnu                                                                                  |                        | |
| inconnu | Santo Gemmine (en)                      | inconnu                                                                                  |                        | |
| inconnu | Johann Gottlieb Graun                   | inconnu,                                                                                 |                        | |
| inconnu | Gottlob Harrer (en)                     | inconnu,                                                                                 | Leipzig                | HarWV 51; als Ich weiss nicht, wo ich bin                                                                                         |
| inconnu | Diego Naselli (en)                      | inconnu,                                                                                 |                        | Représenté en 1772 à Londres; peut-être identique à l'oratorio de 1742 de Davide Perez                                            |
| inconnu | Gaetano Maria Schiassi                  | inconnu,                                                                                 | Lisbonne               | |
| inconnu | Tommaso Sogner (en)                     | inconnu                                                                                  |                        | |

## Version d'Antonio Salieri
Antonio Salieri a écrit sa version du célèbre livret en 1776 pour la Wiener Tonkünstlersozietät, où l'oratorio a été créé le 18 et 23 décembre 1777. Le rôle difficile de soprano de Marie Madeleine a été conçu par Salieri pour son élève Catarina Cavalieri, la partie de ténor de Pierre pour Vincenzo Righini. Dans cette œuvre, Salieri se conforme aux conseils de son mentor Christoph Willibald Gluck, et les effets de brillance d'une voix colorature sont complètement exclus. Les nombreux récitatifs « accompagnato » sont frappants et dans plusieurs scènes complexes à grande échelle, Salieri a essayé de contrebalancer le schématisme du livret. Il convient de noter également de nombreuses tonalités mineures qui sont utilisées pour introduire des accents dramatiques. L'ouverture traduit - selon Salieri - les angoisses et douleurs de Pierre.
Le vieux Métastase semble avoir très apprécié la Passione de Salieri, qui a été jouée en présence de l'empereur Joseph II. Il aurait déclaré « cette musique est la plus expressive de toutes celles qui ont été faites sur ce poème », comme le premier biographe de Salieri, Ignaz Franz von Mosel, nous l'a rapporté - ce qui constituait un grand éloge pour un jeune compositeur alors âgé de 26 ans. Johann Adolf Hasse a également loué l'œuvre, en particulier l'une des grandes fugues chorales, qui terminent chaque partie.
L'œuvre a été extrêmement populaire auprès de ses contemporains. Elle a été jouée à Leipzig (1786), Copenhague (1790), Leipzig (1791) et Berlin (1793). Carl Philipp Emanuel Bach a dirigé l'oratorio à Hambourg.
À notre époque, l'œuvre a été jouée souvent grâce à deux éditions disponibles. Elle a été donnée en particulier en 1995 à Vérone, en 1999 et 2002 à Heidelberg, en 2000 à Vienne, en 2002 à Brno, en 2003 à Cologne, en 2006 à Düsseldorf, Cologne et Leverkusen, ainsi qu'à Bitonto, Brindisi et au Théâtre de La Fenice à Venise et dans la ville natale de Salieri, Legnago, en 2007, dans le cadre du Festival Valle d'Itria à Martina Franca, Brindisi et Cerignola, ainsi qu'à Caen, France, en 2008 dans la Frauenkirche de Dresde. La pièce est maintenant disponible dans un certain nombre d'enregistrements sur le marché, y compris celui de Hanno Müller-Brachmann.

## Enregistrements et concerts récents
- João Pedro de Almeida Mota:
  - 1969: Chœur et Orchestre de Chambre Gulbenkian (Lisbonne) sous la direction de Gianfranco Rivoli. Solistes: Luísa Bosabalian (Soprano), Fernando Serafim (Ténor), Benjamin Luxon (Bariton), Richard Angas (Basse)[62],[75].
- Antonio Caldara:
  - 1999: CD avec l'Europa Galante et le Athestis Chorus sous la direction de Fabio Biondi. Solistes: Patricia Petibon (Maddalena), Francesca Pedaci (Giovanni), Laura Polverelli (Pietro), Sergio Foresti (Giuseppe)[76].
  - 1999: CD avec le Savaria Baroque Orchestra et la Capella Savaria sous la direction de Pál Nemeth. Solistes: Mária Zádori, Angelos Fotiadis, Timothy Bentch, István Kovács[77].
  - 2012: enregistrement à Ulm avec le Hassler-Consort sous la direction de Franz Raml. Solistes: Katja Stuber und Siri Karoline Thornhill (Soprano), Ursula Eittinger (Mezzosopran), Michael Weigert (Ténor), Achim Hoffmann (Bariton). L'enregistrement a été retransmis à la radio[78].
- Gottlob Harrer:
  - 2005: enregistrement à St. Laurentius, Auerbach avec le Kammerchor Michaelstein et le Telemannischen Collegium Michaelstein sous la direction de Ludger Rémy. Solistes: Dorothee Mields (Maria Magdalena), Steve Wächter (Petrus), Knut Schoch (Johannes), Matthias Vieweg (Joseph von Arimathia). L'enregistrement a été retransmis à la radio[79],[80].
- Niccolò Jommelli:
  - 1983: CD avec le Società Cameristica di Lugano sous la direction de Arturo Sacchetti. Solistes: Sofia Mukhametova (Maddalena), René Jacobs (Giovanni), Gianni Puddu (Pietro), Carlo de Bortoli (Giuseppe d’Arimatea)[81].
  - 1996: CD avec la Berliner Barock-Akademie sous la direction de Alessandro De Marchi. Solistes: Anke Herrmann (Maddalena), Debora Beronesi (Giovanni), Jeffrey Francis (Pietro), Maurizio Picconi (Giuseppe d’Arimatea)[82].
- Andrea Luchesi:
  - 2007: CD avec le Coro Civico M. Boni Di Viadana et l'Orchestra Barocca di Cremona sous la direction de Giovanni Battista Columbro. Solistes: Nadia Mantelli (Soprano), Alessandra Vavasori (Alto), Emanuele d’Aguanno (Ténor), Francesco Azzolini (Basse)[83].
- Josef Mysliveček:
  - 2004/2005: CD avec le Chorus Musicus Köln et le Neuen Orchester sous la direction de Christoph Spering. Solistes: Sophie Karthäuser (Maddalena), Jörg Waschinski (Pietro), Yvonne Berg (Giovanni), Andreas Karasia (Giuseppe d’Arimatea)[84],[85].
  - 29. Mai 2013: enregistrement à  Prague avec le Collegium 1704 et le Collegium Vocale 1704 sous la direction de Václav Luks. Solistes: Simona Šaturová (Maddalena), Martina Janková (Pietro), Sophie Harmsen (Giovanni), Krystian Adam (Giuseppe). L'enregistrement a été retransmis à la radio[86].
- Johann Gottlieb Naumann:
  - 2006/2008: CD avec le Coro La Stagione Armonica et l'Orchestra di Padova e del Veneto sous la direction de Sergio Balestracci. Solistes: Monica Bragadin (Maddalena), Makoto Sakurada (Pietro), Raffaele Giordani (Giovanni), Alfredo Grandini (Giuseppe)[87].
- Giovanni Paisiello:
  - 1998: CD avec le Warsaw Chamber Opera Chorus et le Warsaw Sinfonietta sous la direction de Wojciech Czepiel. Solistes: Halina Górzynska (Maddalena), Miroslava Kacprzak (Pietro), Jerzy Knetig (Giovanni), Jerzy Mahler (Giuseppe d’Arimatea)[88].
  - 2007: CD avec I Barocchisti et le Coro della Radio Svizzera sous la direction de Diego Fasolis. Solistes: Roberta Invernizzi (Pietro), Alla Simoni (Maddalena), Luca Dardolo (Giovanni), José Fardilha (Giuseppe d’Arimatea)[89].
- Johann Friedrich Reichardt
  - 1998: enregistrement par le Händel-Festspielen Halle sous la direction de Gothart Stier (de)[90].
  - 2009: concert à la Moritzkirche à Halle avec l'Orchestre d'État d'Halle (de) et la Robert-Franz-Singakademie Halle sous la direction de Gothart Stier. Solistes: Katherina Müller (Soprano), Jaroslav Brezina (Ténor), Stephan Heinemann (Bariton)[90].
- Antonio Salieri:
  - Divers enregistrements
  - 1995: CD avec la Cappella Musicale della Cattedrale di Verona sous la direction de Alberto Turco. Solistes: Daniela Citino, Maria Teresa Toso, Nikola Yovanovitch, Mario Scardoni[91].
  - 2004: CD avec le Neuen Orchester et le Chorus Musicus Köln sous la direction de Christoph Spering. Solistes: Melba Ramos (Soprano), Franziska Gottwald (Alto), Florian Mock (Ténor), Hanno Müller-Brachmann (Basse)[92].
  - 2006: CD avec le Salieri Chamber Orchestra et le Wiener Jeunesse-Chor sous la direction de Giovanni Pelliccia. Solistes: Michela Sburlati (Maddalena), Matteo Lee Yeong Hwa (Pietro), Chiarastella Onorati (Giovanni), Roberto Abbondanza (Basse)[93].
- Joseph Schuster:
  - 2012: enregistrements à Dresde et Prague avec le Prager Barockorchester Collegium 1704 et le Collegium Vocale 1704 sous la direction de Václav Luks. Solistes: Dora Pavlíková (Mezzosoprano), Eric Stoklossa (Ténor), Sebastian Monti (Ténor), Václav Čížek (Ténor)[94],[95]

## Galerie
Premières pages du livret :

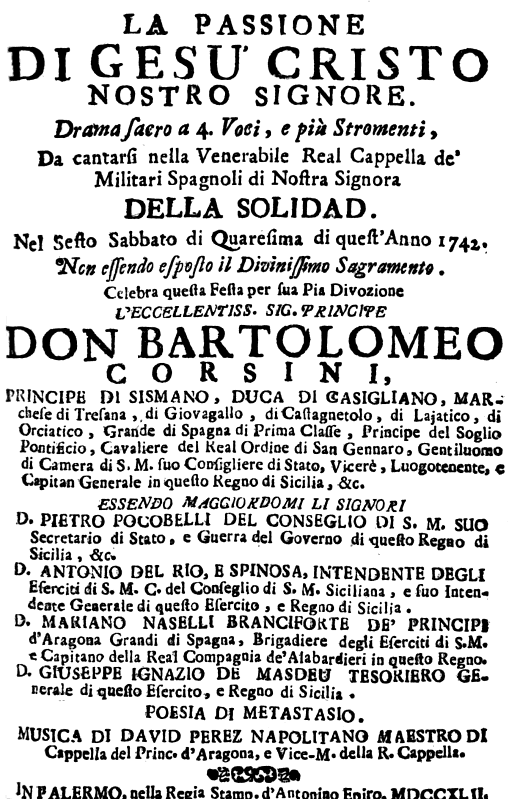
Musique de Davide Perez, Palerme, 1742
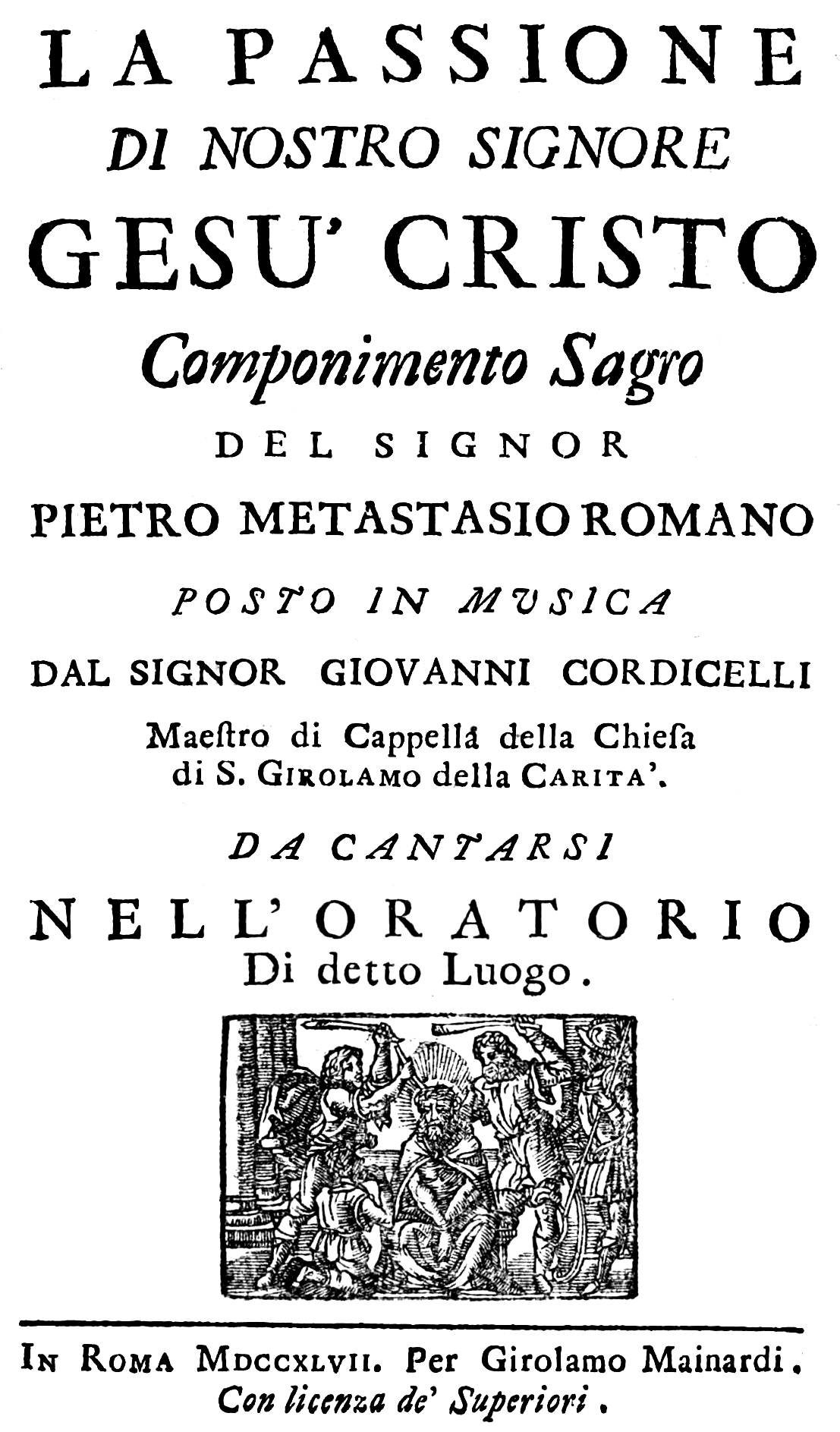
Musique de Giovanni Cordicelli, Rome, 1747
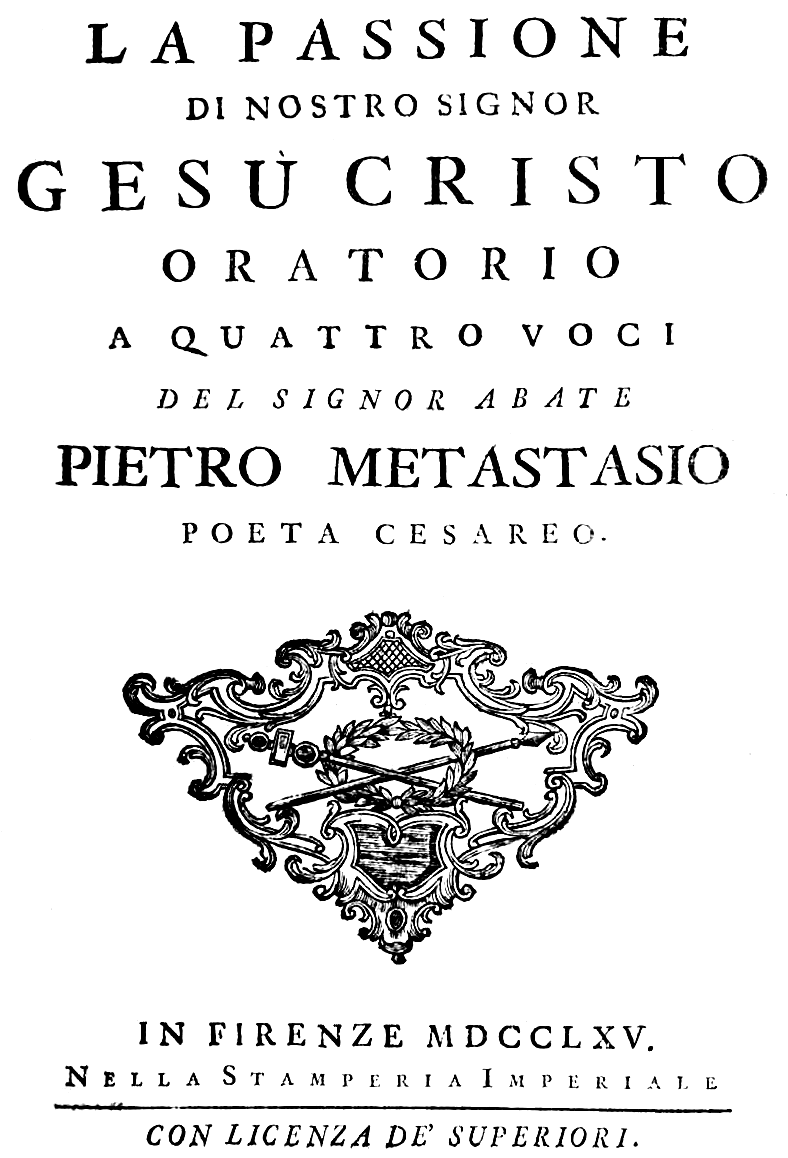
Musique de Niccolò Jommelli, Florence, 1765
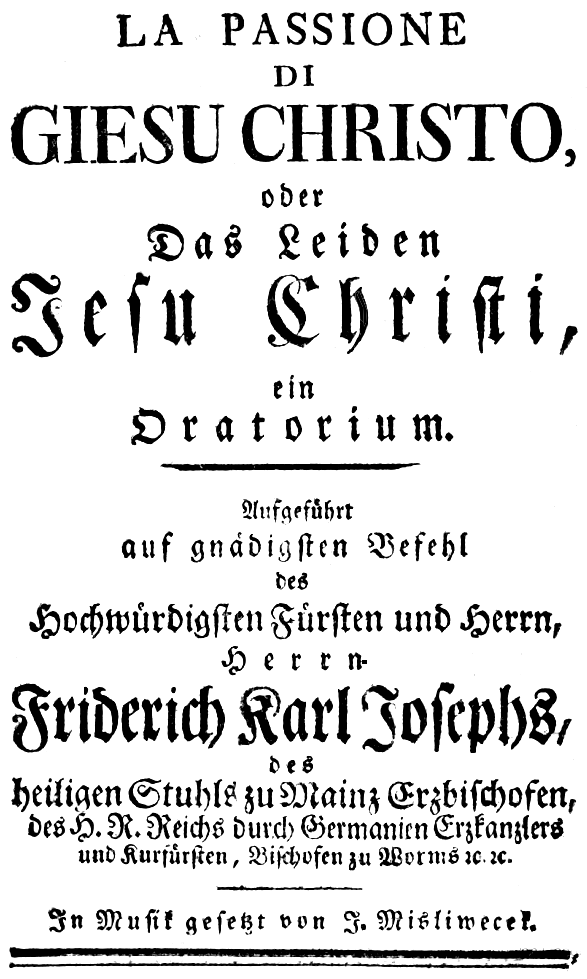
Musique de Josef Mysliveček, Mayence, 1784
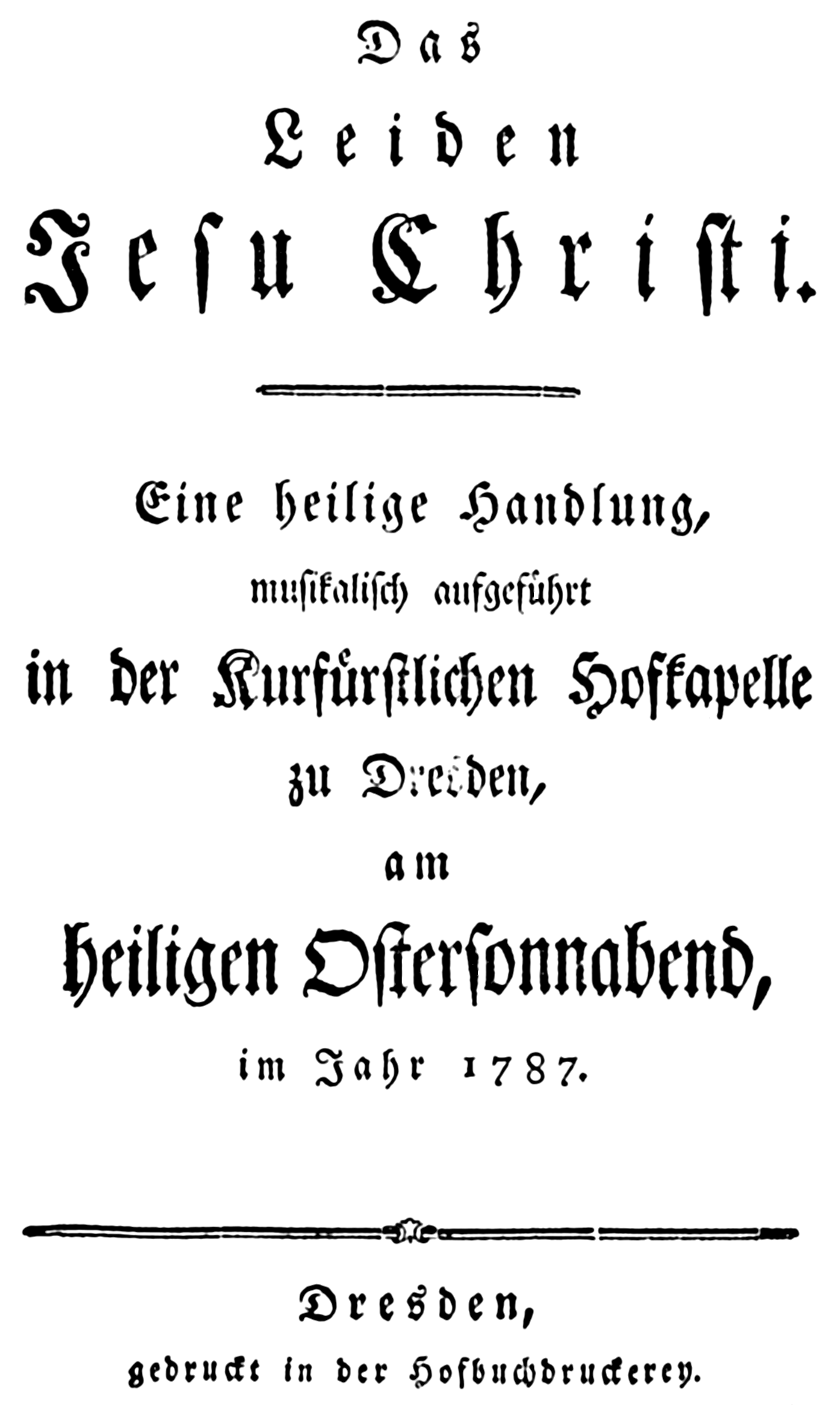
Musique de Johann Gottlieb Naumann, Dresde, 1787
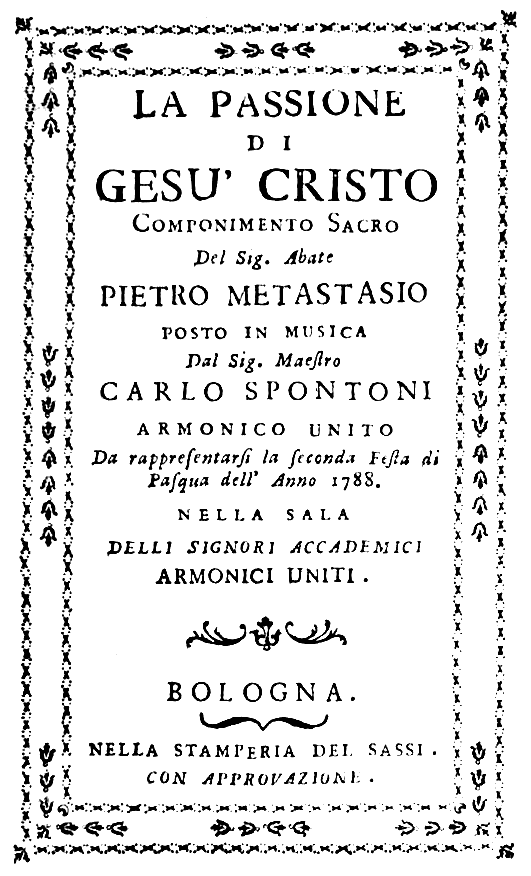
Musique de Carlo Spontoni, Bologne, 1788

## Numérisations
1. ↑  Livret (italien) de l'Oratorio de Antonio Caldara, Vienne (Autriche)|Vienne 1730 numérisé par Münchener Digitalisierungszentrum.
2. ↑  Livret (italien) de l'Oratorio de Antonio Caldara, Bologne 1733 numérisé chez Museo internazionale e biblioteca della musica di Bologne.
3. ↑  Livret (italien) de l'Oratorio de Charles Sodi, Montefiascone 1733 numérisé par Münchener Digitalisierungszentrum.
4. ↑  Livret (italien) de l'Oratorio de Michelangelo Magagni, Florence 1736 numérisé chez Internet Archive.
5. ↑  Livret (italien) de l'Oratorio de Davide Perez, Palerme 1742 numérisé chez Google Books.
6. ↑  Livret (italien) de l'Oratorio de Giovanni Cordicelli, Rome 1747 numérisé chez Münchener Digitalisierungszentrum.
7. ↑  Livret (italien) de l'Oratorio de Niccolò Jommelli, Florence 1772 numérisé chez Internet Archive.
8. ↑  Livret (italien) de l'Oratorio de Niccolò Jommelli, Florence 1765 numérisé par Münchener Digitalisierungszentrum.
9. ↑  Livret (italo/allemand) de l'Oratorio de Johann Gottlieb Naumann, Dresde 1787 numérisé chez der Universitäts- und Landesbibliothek Sachsen-Anhalt.
10. ↑  Livret (italo/allemand) de l'Oratorio de Josef Mysliveček, Mainz 1784 numérisé chez Google Books.
11. ↑  Livret (italo/allemand) de l'Oratorio d'Antonio Salieri, Berlin 1793 numérisé chez Staatsbibliothek zu Berlin.
12. ↑  Livret (italo/allemand) de l'Oratorio de Josef Starzer, 1778 numérisé chez der Staatsbibliothek zu Berlin.
13. ↑  Livret (italien) de l'Oratorio de Giammaria Pavani, Ancone 1779 numérisé chez Münchener Digitalisierungszentrum.
14. ↑  Livret (italien) de l'Oratorio de Carlo Spontoni, Bologne 1788 numérisé chez Münchener Digitalisierungszentrum.
15. ↑  Livret (italo/allemand) de l'Oratorio de Giovanni Paisiello, Dresde 1791 numérisé chez Münchener Digitalisierungszentrum.
16. ↑  Libretto (italienisch/deutsch) des Oratoriums von Giovanni Paisiello, Dresde 1809 numérisé chez Internet Archive.
17. ↑  Livret (italien) de l'Oratorio de Giovanni Paisiello, Milan 1812 numérisé chez Museo internazionale e biblioteca della musica di Bologne.
18. ↑  Partition de l'Oratorio de Giovanni Paisiello numérisé chez International Music Score Library Project.
19. ↑  Livret (italien/allemand) de l'Oratorio de Johann Friedrich Reichardt, Berlin 1784 numérisé chez Münchener Digitalisierungszentrum.
20. ↑  Livret (italien) de l'Oratorio de Alessio Prati, Florence 1786 numérisé chez Internet Archive.
21. ↑  Livret (italien) de l'Oratorio de Niccolò Antonio Zingarelli numérisé chez Museo internazionale e biblioteca della musica di Bologne.
22. ↑  Partition de l'Oratorio de Niccolò Antonio Zingarelli numérisé chez Internet Archive.
23. ↑  Livret (italo/anglais) de l'Oratorio de Diego Naselli, Londres 1772 numérisation de Universitätsbibliothek Augsburg.

## Source de la traduction
- (de) Cet article est partiellement ou en totalité issu de l’article de Wikipédia en allemand intitulé « La passione di Gesù Cristo » (voir la liste des auteurs).